# 日本EVクラブ
一般社団法人日本EVクラブ（にほんイーブイクラブ）は、電気自動車 (EV) を始めとするエコカーの普及に向けた活動を行っている日本の一般社団法人。

## 概要
1994年（平成6年）10月、市民団体「日本EVクラブ」として設立し、2015年（平成27年）6月2日付けで一般社団法人化した。代表（代表理事）は舘内端、理事に御堀直嗣（副代表）、石川響子（事務局長）、奥田龍（会計委員長）、監事に寄本好則（ホームページ編集長）が名を連ねる。会員数は個人206人、法人21社である（2019年1月時点）。設立順に愛知、松本、神奈川、九州（熊本）、神戸、世田谷、京都、東京WEST、富士エコ、広島、西東京、青森、八ヶ岳に支部を置く。

## 活動

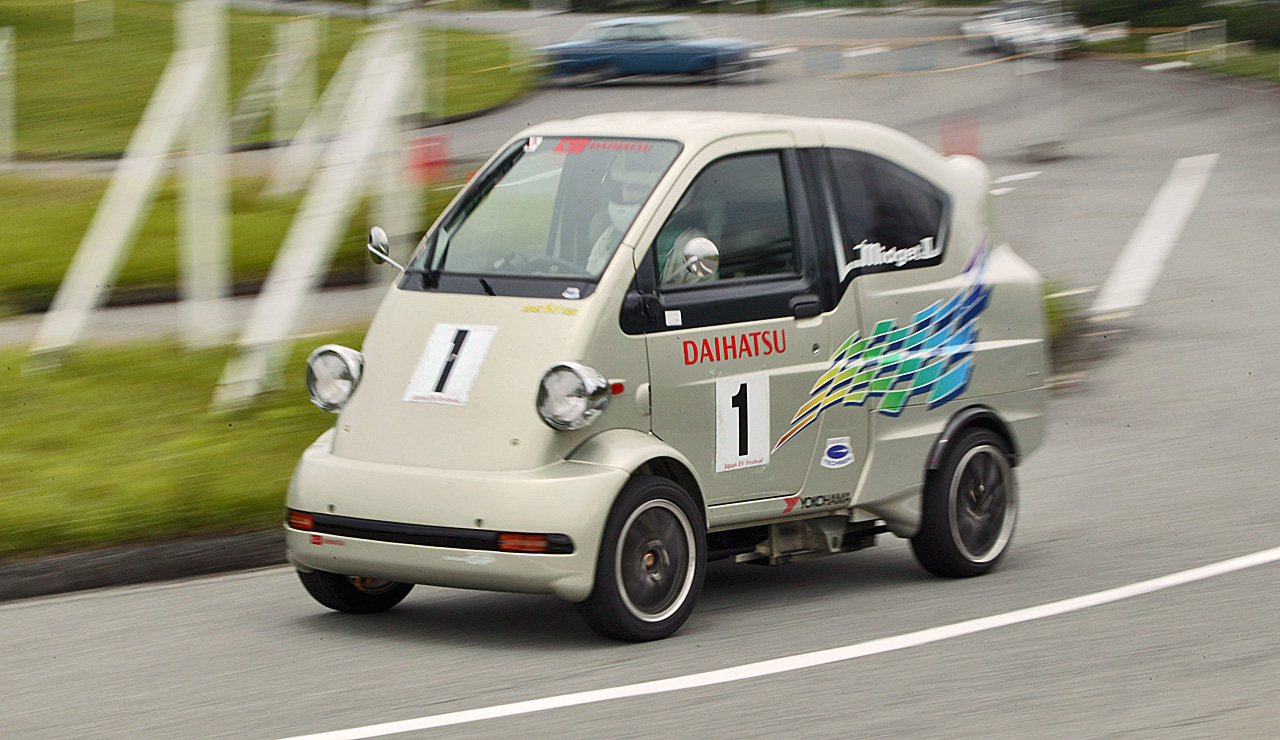
チャレンジEVミゼットII
写真はダイハツ社内チームの車両

電気自動車(EV)をはじめとする低公害車や省エネ運転励行の普及、未来のモータリゼーションの創造、地球温暖化防止を自身の問題として考え、主体的に活動することを目的にしている。
活動内容は、会員の電気自動車活動の支援、情報基地としての機能をもつこと、電気自動車の情報をできるだけ多くの人たちへ提供すること、講演、試乗会、先行開発の実施等。
具体的には、EV手作り教室の開催、試乗・講演会の開催、日本EVフェスティバルの開催、ERK（電気カート）走行会の開催、手作り電気自動車製作の支援、 EVの開発および製作の支援、会報、EVジャーナル、EVクラブ通信の発行などを行っている。
本部では以下のようなイベントを企画、運営しているが、それとは別に各地方支部、会員それぞれが主体的に活動している。
- 日本EVフェスティバル

1995年に第1回。毎年11月の祝日（もしくは振替休日）に筑波サーキットで開催。但し2012年は10月20日に開催。
世界最大級の手作り電気自動車のイベントで、電気自動車の試乗会やコンバートEV（市販されているエンジン自動車を電気自動車に改造した車両）を使用した耐久レースなどが開催される。
- チャレンジEVミゼットII

ミゼットIIを電気自動車に改造した車両を用いたレース。
- ERK(Electric Racing Kart)レース

電気レーシングカートを用いたレース。
- 省エネ運転講演会
- 中学生EV教室

電気フォーミュラカーや、オリジナルハイブリッドカーを教材とした教室
- 2001年充電の旅

電気自動車で一般家庭のコンセントを借りながら日本一周を旅した。
- CO2削減EV洞爺湖キャラバン

洞爺湖サミットに合わせ東京から洞爺湖まで走り電気自動車をアピール。
ほかにも、コンバートEVや電気フォーミュラカーの製作なども行っている。

### 無充電チャレンジ
同クラブではダイハツ・ミラをベースに独自にEVへの改造を行った「ミラEV」により、「EVによる途中無充電での連続走行記録」への挑戦を行った。同チャレンジには三洋電機・トーヨータイヤ・東京中日スポーツなどが協力した。
2009年11月17日には、ミラEVで東京・日本橋から大阪・日本橋までの555.6kmを無充電で走行し、公道上でのEVの無充電走行記録を更新。同記録は「The longest journey by electric vehicle」として、2010年4月にギネスブックの認定を受けた。
2010年5月22日・23日には、筑波サーキットのオートレース選手養成所オーバルコースにて、再びミラEVを用いた無充電での最長走行記録に挑戦。最終的に目標とする1000kmをわずかに超える1003.184kmを走行し、自らの持つ世界記録を大幅に更新した。なお同クラブでは本記録についても「The great distance by electric vehicle」としてギネスブックに申請する予定。